# Novenario
Nella metrica italiana il novenario è un verso nel quale l'accento principale si trova sull'ottava sillaba metrica: quindi, se l'ultima parola è piana comprende nove sillabe effettive, mentre se è tronca o sdrucciola ne ha rispettivamente otto oppure dieci.
La forma più usata ha tre accenti ritmici, sulle sedi metriche seconda, quinta e ottava.

## Esempi di versi novenari
i primo otto versi da La mia sera, uno dei Canti di Castelvecchio di Giovanni Pascoli: strofa di sette novenari e un senario
  Il giorno fu pieno di lampi;

  ma ora verranno le stelle,

  le tacite stelle. Nei campi

  c’è un breve gre gre di ranelle.

  Le tremule foglie dei pioppi

  trascorre una gioia leggiera.

  Nel giorno, che lampi! che scoppi!

  Che pace, la sera!
L'inizio della Romanza II,  da Isaotta Guttadauro di Gabriele D'Annunzio: quartina di due novenari e due doppi senari.
  Ondeggiano i letti di rose

  ne li orti specchiati da ’l mare. 

  In coro le spose con lento cantare

  ne ’l talamo d’oro sopiscono il sir.